# Talsperre Leibis-Lichte
Die Talsperre Leibis-Lichte (auch: Leibis/Lichte) ist eine Talsperre im Freistaat Thüringen. Sie liegt nahe Unterweißbach im Lichtetal im Thüringer Schiefergebirge. Ihren Namen hat sie von dem Ort Leibis, dessen 100 Bewohner in den Ort Neu-Leibis umgesiedelt wurden, und dem gestauten Gewässer Lichte, einem Zufluss der Schwarza. Sie dient der Trinkwasserversorgung Ostthüringens und dem Hochwasserschutz. Nachdem mit der Flutung bereits im Februar 2005 begonnen wurde, fand die offizielle Einweihung am 12. Mai 2006 statt. Die Flutung fand bis Mitte 2008 statt. Es ist eine tägliche Entnahme von 43.700 m³ Rohwasser vorgesehen. Der Talsperre ist die Vorsperre Deesbach vorgelagert.

## Bauwerk
Die Staumauer der Talsperre Leibis-Lichte wurde als Gewichtsstaumauer aus Beton errichtet, da das Schiefer-Gestein und das fast gerade Tal keinen ausreichenden Halt für eine Bogenstaumauer bieten würden. Der Bau der Talsperre wurde im September 2000 nach ca. 20 Jahren Planung begonnen und war sehr umstritten. Der Grundstein wurde am 6. September 2002 gelegt. Im Jahr 2004 war etwa die halbe Mauerhöhe erreicht, und im Februar 2005 wurde mit der Flutung begonnen. Die Talsperre ist nach ICOLD-Kriterien eine „große Talsperre“ und wird voraussichtlich auf längere Zeit der letzte große Talsperrenneubau in Deutschland sein. Sie ist nach der Rappbode-Talsperre die zweithöchste Talsperre Deutschlands. Ursprünglich sollte sie 107,5 Meter hoch werden, wodurch sie die Staumauer der Rappbode-Talsperre um 1,5 Meter übertroffen hätte. Die Kosten betrugen 140 Millionen Euro.

### Ausführung
Der Untergrund der Talsperre ist mit einem Injektionsschleier abgedichtet. Die Staumauer selbst wurde in der so genannten Blockbauweise errichtet. Dabei variiert die Größe der insgesamt rund 1090 Blöcke erheblich. Die Höhe der Blöcke beträgt bei fast allen 2,50 m, die Breite  10 m, die Länge schwankt zwischen 7 und 30 m. Diese unterschiedlichen Maße ergeben sich aus der Lage der jeweiligen Blöcke. Bei dem Bauwerk wurden fünf verschiedene Betonsorten verwendet, die jeweils anders zusammengesetzt sind. Jeweils 108 Blöcke wurden dabei aus dem sogenannten Kernbeton hergestellt. Diese Blöcke sind nur von anderen Blöcken umgeben. Für weitere 140 Blöcke, welche direkten Kontakt mit dem Untergrund haben, wurde Sohlen- bzw. Sohlenfeinbeton verwendet. Die übrigen Blöcke wurden aus Vorsatzbeton hergestellt. Für die Fugen verwendeten die Bauunternehmen Arbeitsfugenbeton.
Bei der Erstellung der Mauer sollte möglichst wenig Hydrationswärme entstehen. Eine zu große Erwärmung hätte nach dem Abbinden des Zementes und der darauf folgenden Abkühlung des Bauwerks zu Rissen im Beton geführt. Dies minimierte der Betonhersteller einerseits durch die übliche Verwendung von Hochofenzement, zum anderen wurde der Frischbeton möglichst kühl eingebaut. Dies erreichte er, indem Scherbeneis anstelle des üblichen Anmachwassers bei der Betonzubereitung verwendet wurde. Hierfür wurde neben der Betonmischanlage vor Ort extra eine relativ große Anlage zur Scherbeneisherstellung aufgestellt und betrieben.

### Baustoffe
| Kennwerte nach 90 Tagen               | Kernbeton | Vorsatzbeton Sohlenbeton | Sohlenfeinbeton | Arbeitsfugenbeton |
| ------------------------------------- | --------- | ------------------------ | --------------- | ----------------- |
| Druckfestigkeit in N/mm²              | 30,6      | 29,1                     | 30,7            | 27,6              |
| Zugfestigkeit in N/mm²                | 4,83      | 4,15                     | 4,48            | 4,69              |
| Spaltzugfestigkeit in N/mm²           | 2,15      | 2,01                     | 3,06            | 2,61              |
| Elastizitätsmodul (statisch) in N/mm² | 30.192    | 30.246                   | 22.365          | 21.738            |
| Wassereindringtiefe in mm             | 40        | 24                       | 30              | 25                |
| Festbetonrohdichte in Tonnen/m³       | 2,434     | 2,405                    | 2,306           | 2,340             |
| Frischbetonrohdichte in Tonnen/m³     | 2,423     | 2,408                    | 2,267           | 2,294             |

## Tunnelsysteme

Der Auslauf des Katzestollens

Der Talsperre Leibis/Lichte wird über drei Tunnel und ein Verbindungsbauwerk Wasser zu- oder abgeleitet. Alle Tunnel, außer der Dükeranlage der Sorbitztalquerung, wurden mit einer 38 m langen Vortriebsmaschine gebohrt.
| Tunnel            | Länge   | Bauzeit      | Durchmesser | Ausbau                       |
| ----------------- | ------- | ------------ | ----------- | ---------------------------- |
| Katzestollen      | 9.806 m | 1989–1994    | 2,70 m      | nur partiell mit Spritzbeton |
| Lichtestollen I   | 3.375 m | 1983–1989    | 2,70 m      | nur partiell mit Spritzbeton |
| Sorbitztalquerung | 220 m   | 1989;2004-05 | 2× 1000 mm  | Rohre DN 1000                |
| Lichtestollen II  | 7.334 m | 1981–1986    | 2,70 m      | nur partiell mit Spritzbeton |

### Katzestollen
Durch den Katzestollen wurde Wasser in freiem Gefälle aus dem westlich der Talsperre gelegenen Katzetal in den Stausee geleitet. Der Einlauf befindet sich nahe dem Ort Katzhütte, der Auslauf in der Nähe der Staumauer. Zur Einleitung des Wassers in den Stollen wurde im Fluss Katze eine Wehranlage gebaut.
Gemäß Planfeststellungsbeschluss von 1998 entfällt das Einzugsgebiet der Katze als Zulauf zur Talsperre. In der Folge hob das  Thüringer Landesverwaltungsamt 2011 die Wasserschutzgebiete für das Einzugsgebiet der Katze und für die über dem Stollen gelegenen Orte Oberweißbach und Cursdorf auf.

### Lichtestollen I
Durch den Lichtestollen I wird das Rohwasser der Talsperre vom Wasserturm unterhalb der Staumauer bis in das Sorbitztal geleitet. Der Tunnel hat eine Steigung von 2,2 Promille, sodass sich im Sorbitztal ein Hochpunkt ergibt. Dieser Höhenunterschied wird durch den Wasserturm an der Staumauer überwunden. Bei einer Direktentnahme aus der Talsperre hätte der Stollen als Druckstollen ausgeführt werden müssen.

### Sorbitztalquerung
Die Sorbitztalquerung ist das Verbindungselement zwischen den Lichtestollen I und II und unterquert den Fluss Sorbitz. Sie besteht aus zwei 220 Meter langen Rohrdükern, die jeweils 1989 und von 2004 bis 2005 erbaut wurden. An beiden Talseiten schließen unmittelbar die beiden Lichtestollen an. Man wählte die Variante mit zwei DN 1000 Rohren, um im Schadensfall Versorgungssicherheit gewährleisten zu können. Im Normalfall wird jedoch nur eine der beiden Leitungen betrieben. An der Anlage in der Nähe von Rohrbach im Sorbitztal sind außerdem zwei Tore untergebracht, die im Wartungsfall einen Zugang zu den Stollen ermöglichen. Sie wurden von 2004 bis 2005 erbaut.

### Lichtestollen II
Der Lichtestollen II leitet auf einer Länge von 7.334 Metern das Rohwasser von der Sorbitztalquerung zur Trinkwasseraufbereitungsanlage Zeigerheim. Er hat, wie der Lichtestollen I, ein Gefälle von 2,2 Promille.

## Ersatzmaßnahmen
Insgesamt werden 33 ökologische Ersatzmaßnahmen durchgeführt, um die durch den Bau entstandenen
Beeinträchtigungen zu kompensieren. Diese umfassen den Rückbau von Wehranlagen, die Renaturierung von Fließgewässern, die Umgestaltung von 270 ha Wald, das Aussetzen von 40 Auerhühnern im Lichtetal und eine dem Zulauf angepasste Wildbettabgabe aus der Talsperre an den Unterlauf. Letzteres dient der Erhaltung der hochwertigen Lebensräume im Schwarzatal. Während der Bauausführung wurden sämtliche naturschutzfachlichen Belange durch eine ökologische Bauüberwachung wahrgenommen.
2006 wurde festgelegt, dass die Fahrbahn der Kabelkrananlage aus Kostengründen nicht zurückgebaut, sondern in ein Biotop verwandelt wird.

## Genehmigungsverfahren
Mit den Planungsleistungen zur Errichtung der Talsperre Leibis-Lichte und des angeschlossenen Fernwasserversorgungssystems wurde bereits in den 1970er Jahren begonnen. Es erfolgten in den 1980er Jahren umfangreiche bauvorbereitende Leistungen, wie die Auffahrung der Stollen, die Baufeldfreimachung mit umfangreichen Rodungsmaßnahmen und die Errichtung der Vorsperre Deesbach.
Nach der Wende ging dem Bau der Talsperre ein langwieriges Genehmigungsverfahren voraus. Das Projekt musste den neuen gesetzlichen Bestimmungen angepasst werden, zudem war die Frage der Finanzierung neu zu klären.
- 2. August 1993: Der Antrag zur Planfeststellung wird eingereicht.
- 15./21. Juni 1995: Der Thüringer Landtag stimmt einer weiteren Verfolgung des Bauprojektes zu, lässt aber die Stauhöhe um fünf Meter reduzieren.
- August 1999: Der Bund für Umwelt und Naturschutz Deutschland klagt gegen eine Anordnung zum sofortigen Bau der Talsperre.
- 26. August 1999:  Die Klage gegen den Sofortvollzug wird vom Verwaltungsgericht Gera abgewiesen. Da der BUND auf Rechtsmittel verzichtet, kann mit den bauvorbereitenden Maßnahmen begonnen werden.
- Oktober 2001: Der BUND klagt gegen den Planfeststellungsbeschluss.
- 17. Oktober 2001: Die Klage wird abgewiesen. Neun Jahre nach der Antragstellung zum Bau herrscht nun endgültiges Baurecht.

## Bilder vom Bau

Einbau des Betons beim Bau der Staumauer. Die rote Bombe hängt an der Seilbahn. (2003)
Errichtung der Staumauer. Man erkennt die Seile der Seilbahn zum Betontransport.
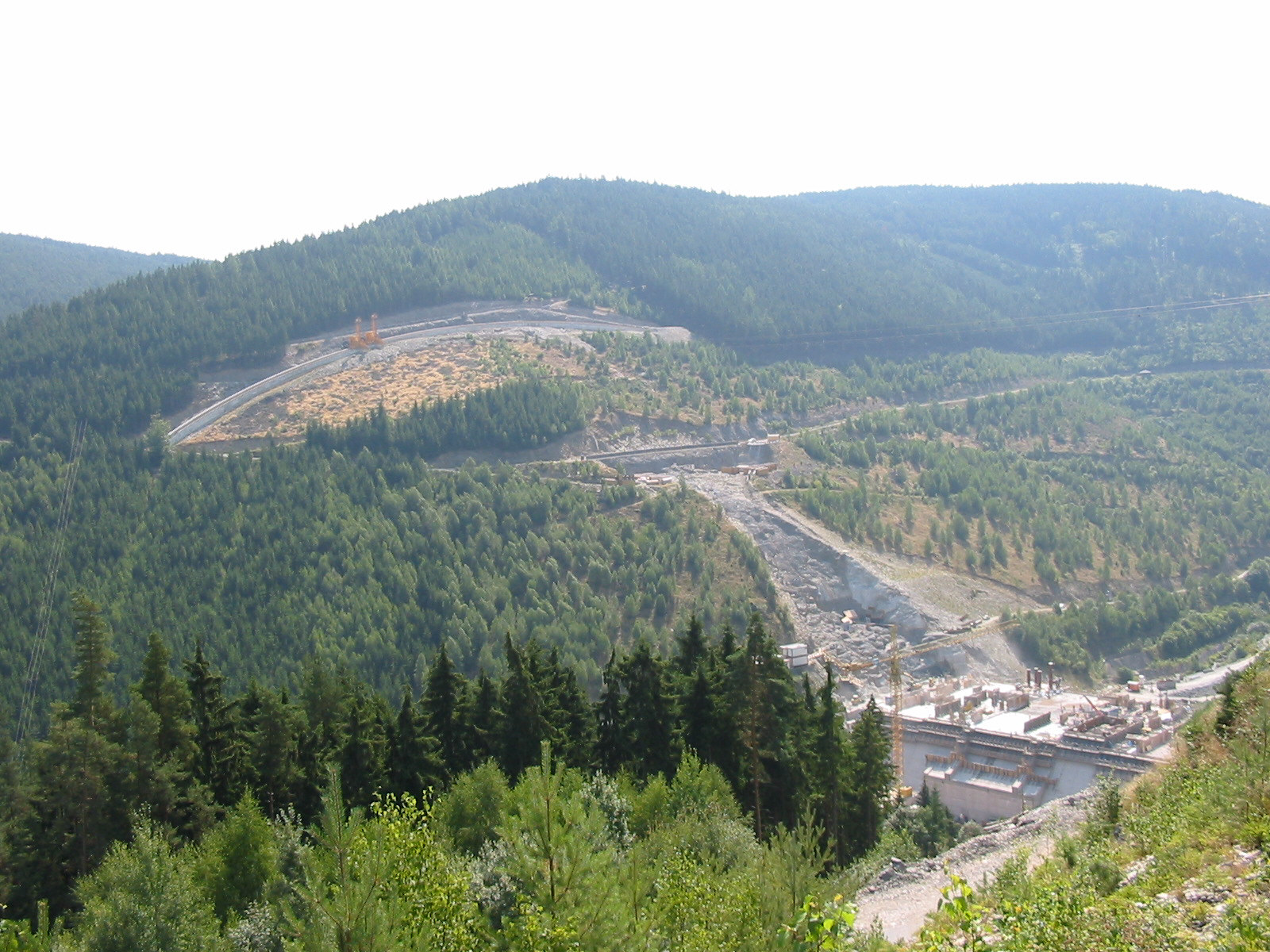
Blick auf die Baustelle Talsperre Leibis-Lichte aus Richtung Norden. (2003)
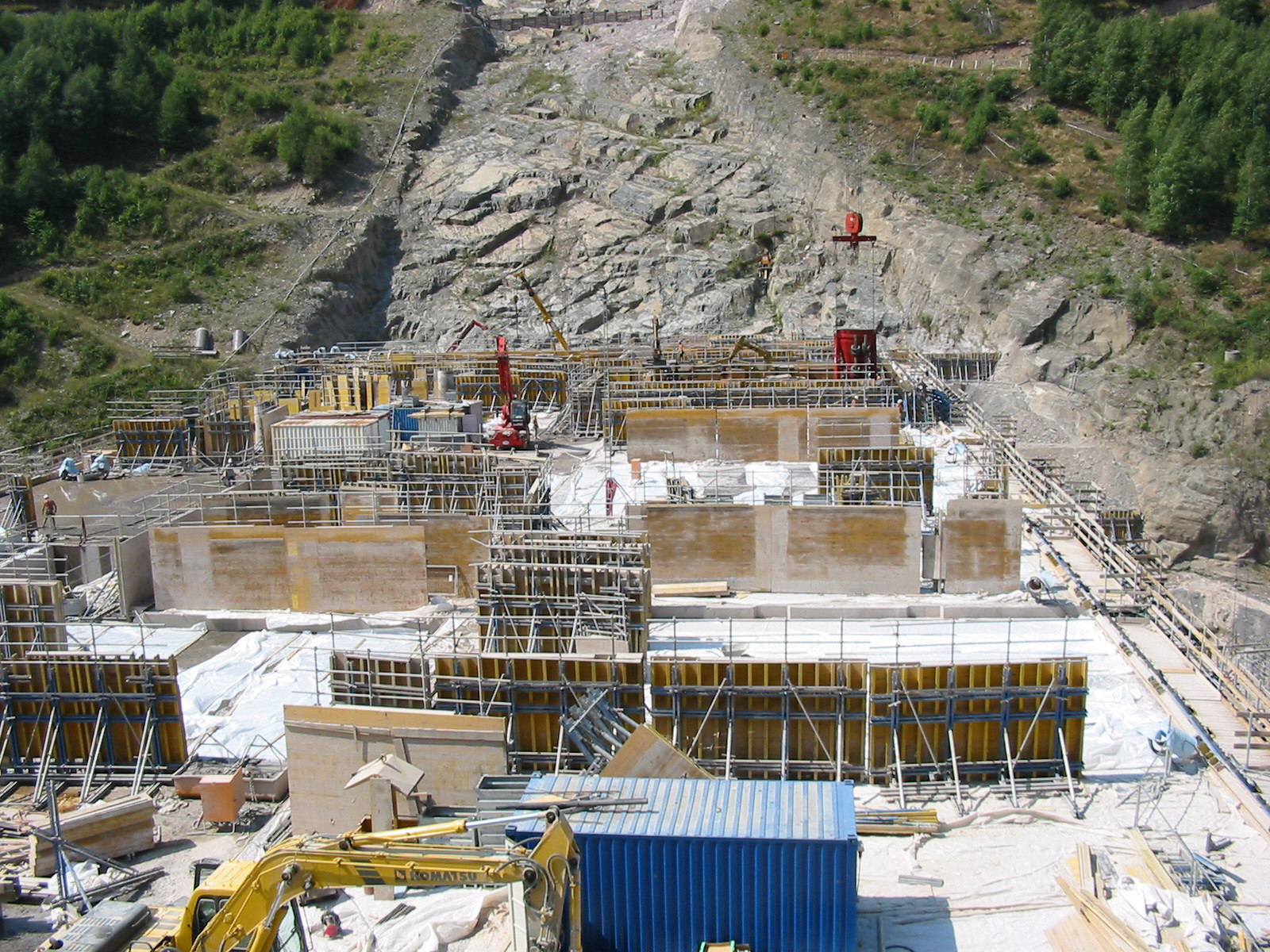
Blick auf die Baustelle Talsperre Leibis-Lichte. (2003)

## Das Dorf Leibis

Oktober 2007 nahe Meura, der Stausee wird geflutet

Leibis war ein Dorf im heutigen Stauraum der Hauptsperre mit Verkehrsanbindungen nach Meura, Unterweißbach, Lichte und Deesbach. Es hatte 100 Einwohner und lag direkt am Fluss Lichte. Bis 1918 gehörte der Ort zur Oberherrschaft des Fürstentums Schwarzburg-Rudolstadt.
Aus Gründen des Trinkwasserschutzes wurden die Gebäude sehr sorgfältig abgetragen. Sogar die Fundamente wurden entfernt. Ein Kriegerdenkmal blieb erhalten. Die Einwohner des Dorfes wurden noch nach den Grundlagen der Genehmigungen vor der Wiedervereinigung in den Ort Neu-Leibis bei der Mankenbachsmühle unterhalb von Unterweißbach umgesiedelt, erhielten aber Entschädigungen. Die meisten Bewohner wurden schon 1994 umgesiedelt, ein Einwohner wehrte sich allerdings bis Mitte 1999.
Heute liegt Leibis ca. 90 m unter dem Wasserspiegel des Stausees.

## Umgebung
Die Talsperre Leibis-Lichte besitzt eine Vorsperre (Deesbach), die bereits 1990 fertiggestellt wurde. Nordwestlich der Staumauer liegen der Platz der ehemaligen Baustelleneinrichtung und ein Besucherpavilion. Die Staumauer lässt sich aus Trinkwasserschutzgründen nur zu Fuß über einen steilen Pfad vom Talgrund, die frühere Baustraße, oder mit der Lichtetalbahn erreichen. Der Talsperrenbau hatte auf die Umgebung fast keine negativen Auswirkungen. Restaurants und Urlaubsunterkünfte profitieren von den zahlreichen Besuchern, die jedes Jahr die Talsperre besichtigen. Die Talsperre kann zu Fuß, auf dem Rad oder mit den Segways eines lokalen Anbieters erkundet werden. Alle Baustelleneinrichtungen, außer den markantesten wie dem Betonumladekai und den Baustraßen, wurden zurückgebaut. Die Fahrbahn der Kabelkrananlage ist noch deutlich im Hang erkennbar.

## Film
Im Jahr 2007 wurde der Spielfilm  Die Hitzewelle – Keiner kann entkommen zu Teilen an der Talsperre gedreht.

## Bilder

Staumauer im Bau (Dezember 2004)
Kraftwerkshaus (in der Mauer), Tosbecken und Schiebergebäude
Dienstgebäude auf der Staumauer
Vollendete Staumauer im August 2009
Wasserseite
Ansicht von Osten
Funktionstest der Hochwasserentlastung zum Abschluss des Probestaus im April 2010
Funktionstest der Hochwasserentlastung im April 2010
Vollstau zum Abschluss des Probestaus im April 2010
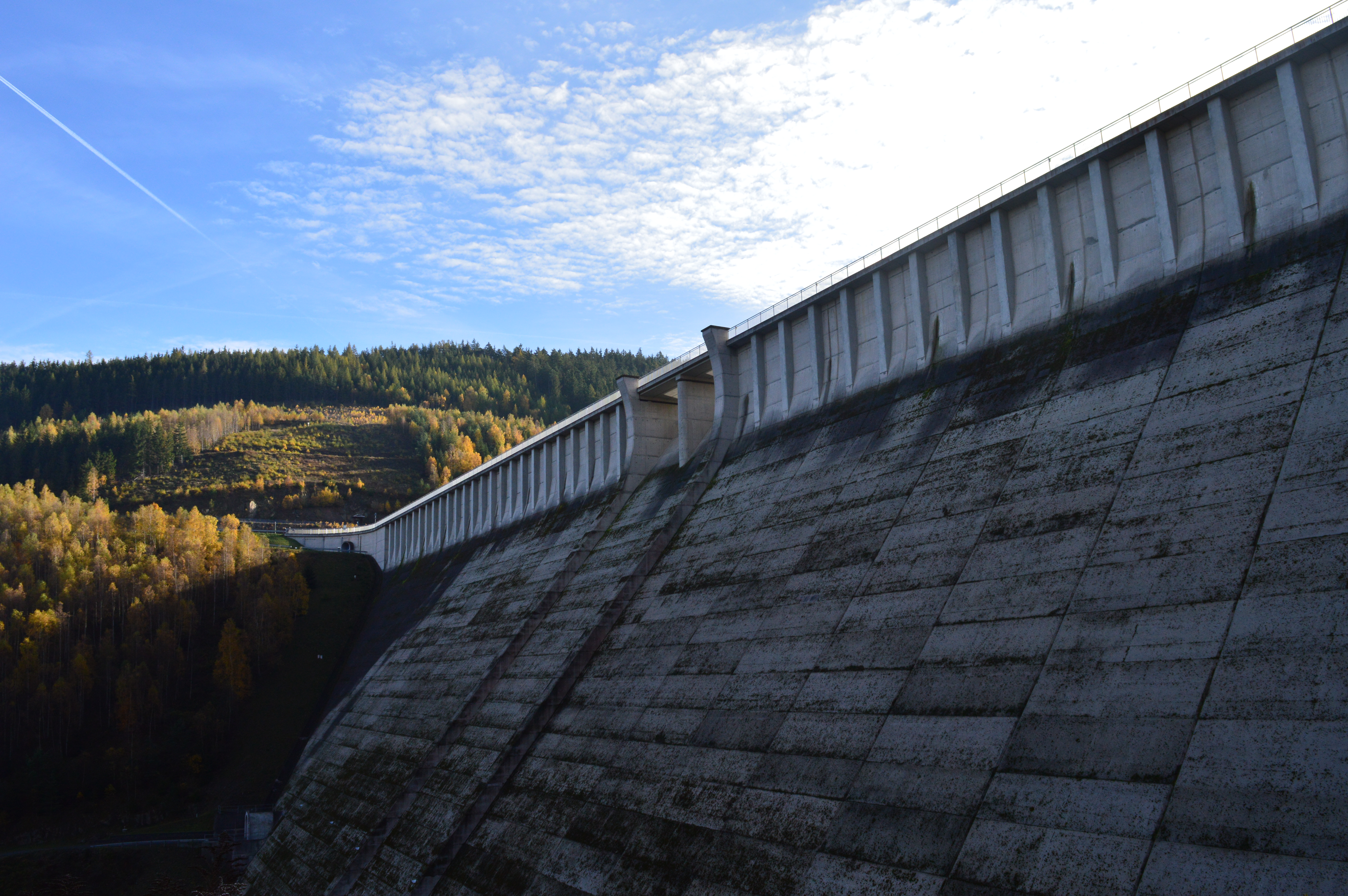
Staumauer (1. November 2016)
See von der Mauerkrone aus.